# Bohuslaw (Dorf)
Bohuslaw (ukrainisch Богуслав; russisch Богуслав Boguslaw) ist ein Dorf in der ukrainischen Oblast Dnipropetrowsk mit etwa 3800 Einwohnern (2004).
Erstmals schriftlich erwähnt wurde das Dorf 1774. Die Bewohner waren Kosaken der Saporoger Sitsch sowie leibeigene Flüchtlinge der rechtsufrigen Ukraine.
Bohuslaw hat eine Fläche von 13.122,2 ha und liegt am linken Ufer der Samara und an der Europastraße 50/Fernstraße M 04 16 km südöstlich vom Rajonzentrum Pawlohrad und 88 km östlich von Dnipro.
Am 12. Juni 2020 wurde das Dorf zum Zentrum der neugegründeten Landgemeinde Bohdaniwka, bis bildete es die gleichnamige Landratsgemeinde Bohuslaw (Богуславська сільська рада/Bohuslawska silska rada) im Südosten des Rajons Pawlohrad.